# Pony Canyon
Pony Canyon Inc. (株式会社ポニーキャニオン, Kabushiki gaisha Ponī Kyanion), ook bekend als Ponycan, is een Japans mediabedrijf dat is opgericht in 1966. Het bedrijf publiceert media voor de consumentenmarkt, zoals muziekdragers, films, tv-series, anime en computerspellen. Het werd ook als platenlabel zeer succesvol. Het hoofdkantoor is gevestigd in Tokio.

## Geschiedenis
Het bedrijf startte in 1966 onder de naam Nippon Broadcasting System Service, Inc., als bedrijfsdivisie van Nippon Broadcasting System. Het ging muziek produceren en promoten van Japanse artiesten. In 1970 werd de naam gewijzigd naar Pony Inc. om beter aan te sluiten op eerdere producten van het bedrijf.
Vanaf 1982 werden computerspellen en software geproduceerd onder de naam Ponyca. In 1984 werd een overeenkomst gesloten met grote mediabedrijven in de Verenigde Staten, zoals MGM, Walt Disney en BBC Video. Een jaar later werden kantoren geopend in New York en Londen. In 1986 en 1989 sloot het ook overeenkomsten om cd's van Japanse artiesten internationaal uit te brengen.
Op 21 oktober 1987 fuseerden Pony Inc. en Canyon Records naar Pony Canyon Inc.
Pony Canyon publiceerde in de jaren 80 onder meer de Ultima-serie van computerspellen naar de NES van Nintendo en naar MSX2 homecomputers.
Na een fusie met Nippon Broadcasting System werd Fuji Television Network, Inc. in 2006 de grootste aandeelhouder van Pony Canyon. Het jaar daarop maakte Fuji Television van Pony Canyon zijn volledige dochteronderneming.